# I Can’t Let You Throw Yourself Away
I Can’t Let You Throw Yourself Away ist ein von Randy Newman für den Film A Toy Story: Alles hört auf kein Kommando (Toy Story 4) geschriebenes Lied. Newman wurde für das Lied 2020 für den Oscar in der Kategorie Bester Song nominiert.

## Veröffentlichung
In dem Film bezieht sich das Lied I Can’t Let You Throw Yourself Away auf die leicht suizidgefährdete Figur Forky, die dazu neigt sich in Abfalleimer zu stürzen.
Auf dem offiziellen Soundtrack zum Film ist das Lied das zweite Stück.
Das Lied wurde während der Oscar-Gala von Randy Newman gespielt.

## Hintergrund
Newman wurde zuvor zwanzigmal für den Oscar nominiert und gewann ihn zuvor bereits mit Liedern für Die Monster AG (If I Didn’t Have You) und Toy Story 3 (We Belong Together). Außerdem wurde er zusätzlich 2020 für die Filmmusik in Marriage Story nominiert. Das Lied ist Fortsetzung einer längeren Zusammenarbeit zwischen Newman und den Pixar Studios.